# فرانك بويل
فرانك بويل (بالإنجليزية: Frank Boyle)‏ هو شخصية أعمال وسياسي أمريكي، ولد في 20 فبراير 1945 في فيليبس في الولايات المتحدة. حزبياً، نشط في الحزب الديمقراطي. وقد انتخب عضو جمعية ولاية ويسكونسن.